# Jules Humbert-Droz
Jules Humbert-Droz va ser un sacerdot protestant i periodista militant del Partit Comunista Suís, nascut i mort a La Chaux-de-Fonds (23 de setembre de 1891-16 d'octubre de 1971).
Va néixer en el si d'una família obrera, net d'un militant de la Primera Internacional i amic del doctor Coullery.
El seu fill Pierre, doctor en medicina, és membre del Moviment pel medi ambient (Partit dels Verds).

## Un jove socialista
Jules Humbert-Droz va estudiar al gymnasium de La Chaux-de-Fonds, acabant els seus estudis de teologia amb una tesi sobre Socialisme i cristianisme. Va ser membre del Partit Socialista durant la Primera Guerra Mundial. Després de diverses seus pastorals en França i en Londres, es converteix en coredactor del periòdic La Sentinelle de 1916 a 1919. Va ser condemnat a sis mesos de presó el 1916 per objecció de consciència, publicant-se la seva defensa com a Guerre à la guerre ! A bas l'armée ! Va entrar en conflicte amb els socialistes Ernest-Paul Graber i Charles Naine, alineant-se amb els socialistes partidaris de l'adhesió a la Tercera Internacional amb els quals funda el Partit Comunista Suís el març de 1921.

## La Internacional comunista
Humbert-Droz va marxar a Moscou el 1919, on fou nomenat juntament amb l'hongarès Mátyás Rákosi i el finlandès Otto Kuusinen, secretari de la Internacional Comunista. Es va encarregar dels països llatins de l'Europa Occidental estant entre els seus corresponsals gent com Palmiro Togliatti o Maurice Thorez.
Va freqüentar Lenin durant els primers anys de la revolució russa. Va qualificar Lenin de "pràctic en l'acceptació sencera del terme que vivia la teoria de Marx en situació, intensament". Negava l'existència del marxisme-leninisme, afirmant que ni Marx ni Lenin havien volgut crear un sistema, una línia de conducta definitiva per la classe obrera. El 1931, va ser rellevat de les seves funcions en la Internacional per Stalin per bujkharinisme. En una entrevista amb Dominique Desanti, comenta que Stalin li va cridar "Vés-te'n al diable!". Va ser destituït el 1932 però rehabilitat a les seves funcions quan l'estratègia del front popular va ser avalada pel VII Congrés de la Internacional Comunista el 1935.

## Parlamentari comunista a Berna
De retorn a Suïssa després que Stalin dubtés a concedir-li un visat de sortida, va ser secretari del PCS, amb escó al Consell Nacional de Suïssa el 1938 i 1939 com a diputat del cantó de Zúric, sense interessar-se massa per les labors parlamentàries. Sofreix la ira de Stalin, que l'exclou del partit el 1942. Va ser empresonat sota l'acusació d'haver reclutat voluntaris per les Brigades Internacionals para Espanya. El 1931 va visitar Mataró acompanyat per Joaquim Olaso i Piera

## Secretari central del PSS
De 1946 a 1959, va ser secretari del Partit Comunista Suís, i després del partit socialista de Neuchâtel de 1959 a 1965. Es va oposar amb vigor a l'armament atòmic de Suïssa com a militant del Consell Suís d'Associacions per la Pau (Conseil suisse des associations pour la paix).

## Periodista
Paral·lelament fou cronista de política estrangera del periòdic La Sentinelle. Va manifestar la seva hostilitat a la política colonial de Guy Mollet en Algèria. Les seves anàlisis del món soviètica eren particularment penetrants (desestalinització, informi Khrusxov, revolta de Budapest, primavera de Praga). "La degeneració de la Revolució russa és la més gran decepció de la meva vida de militant", va escriure en una carta datada el 5 de gener de 1969.

## Obres
Jules Humbert-Droz publicà unes interessants Mémoires. La seva vídua Jenny Humbert-Droz s'encarregà de finalitzar el tom IV.
- Tome I Mon évolution du tolstoïsme au communisme (1891-1921)
- Tome II De Lénine à Staline (1921-1931)
- Tome III Dix ans de lutte antifasciste (1931-1941)
- Tome IV Le couronnement d'une vie de combat (1941-1971)
- L'origine de l'Internationale communiste de Zimmerwald à Moscou (que li va valdre les felicitacions de Jules Moch i d'Edouard Depreux)[2] (todos estos libros han aparecido en Éditions de la Baconnière) OCLC 53547095
- L'oeil de Moscou en París, 1922-1924, Julliard, 1964. OCLC 2787147